# Russell Gleason

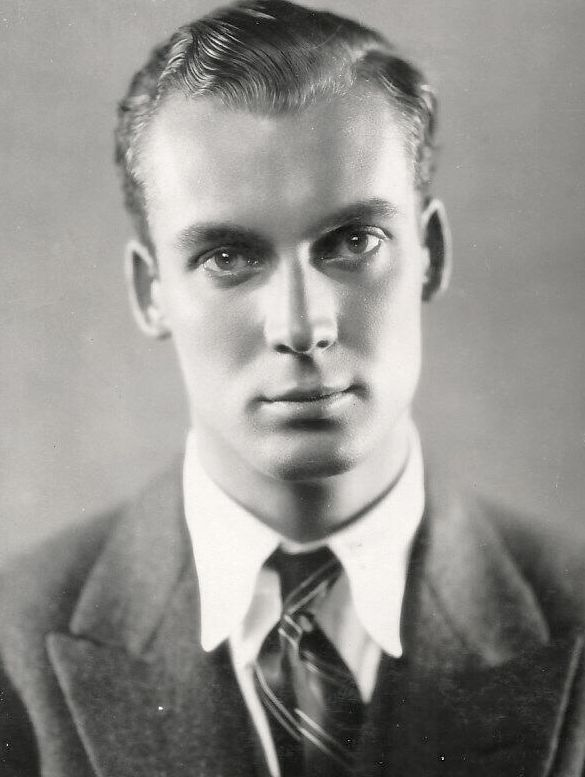
Russell Gleason (1931)

Russell Webster Gleason (* 6. Februar 1907 in Portland, Oregon; † 26. Dezember 1945 in New York City) war ein US-amerikanischer Schauspieler.

## Leben und Karriere
Russell Gleason wurde 1907 in Portland als Sohn des Schauspieler-Ehepaares Lucile (Geburtsname Lucile Russell Webster) und James Gleason geboren. Seine schauspielerische Ausbildung wurde schon im Kindesalter von seinen Eltern gefördert. Er hatte seinen ersten Filmauftritt im Jahre 1928 in The Shady Lady. Im oscarprämierten Antikriegsfilm Im Westen nichts Neues übernahm er die Nebenrolle des Soldaten Müller. In den 1930er-Jahren spielte Gleason in zehn Filmen über die Familie Jones die wiederkehrende Rolle des Herbert Thompson. Zusammen mit seinen Eltern spielte er außerdem in einer siebenteiligen Filmreihe über die Familie Higgins – seine echten Eltern verkörperten dabei auch seine Filmeltern. Der große Durchbruch als Schauspieler blieb Gleason jedoch verwehrt, er trat fast ausschließlich in B-Movies auf. Bis zum Jahre 1944 spielte er in fast 60 Filmen, bevor er der Armee beitrat, um im Zweiten Weltkrieg zu kämpfen.
Mit dreißig Jahren heiratete er Cynthia Lindsay, mit der er bis zu seinem Tod zusammenblieb. Cynthia schrieb später unter anderem eine Biografie über Boris Karloff, mit dem die Gleasons gut befreundet waren. Das Ehepaar bekam einen Sohn, Michael Lindsay (1939–2006), der in den 1970er-Jahren als Fernsehproduzent arbeiten sollte. Russell Gleason starb an Weihnachten 1945, als er aus dem Fenster des Hotel Sutton in Manhattan fiel, welches zu diesem Zeitpunkt als Truppenkaserne verwendet wurde. Es ist bis heute unklar, ob es sich dabei um einen Unfall oder einen Suizid handelte.

## Filmografie (Auswahl)
- 1928: The Shady Lady
- 1929: Seven Faces
- 1930: Im Westen nichts Neues (All Quiet on the Western Front)
- 1931: Beyond Victory
- 1935: Condemned to Live
- 1936: Bankraub in Claytonville (A Tenderfoot Goes West)
- 1937–1940: Family-Jones-Reihe (10 Filme der Filmreihe)
- 1938–1940: Family-Higgins-Reihe (7 Filme der Filmreihe)
- 1942: Schatten am Fenster (Fingers at the Window)
- 1943: Seeing Hands
- 1943: Salute to the Marines
- 1943: Der kleine Engel (Lost Angel)
- 1944: Die Abenteuer Mark Twains (The Adventures of Mark Twain)